# Elgonidium laevigatum
Elgonidium laevigatum is een keversoort uit de familie snoerhalskevers (Anthicidae). De wetenschappelijke naam van de soort is voor het eerst geldig gepubliceerd in 1965 door Buck.